# Ben Macintyre
Benedict Richard Pierce Macintyre (Oxford, 25 de diciembre de 1963) es un escritor británico de libros de no ficción, que tratan principalmente sobre personajes históricos y espías de la Segunda Guerra Mundial y la Guerra Fría. Varios de sus libros han sido adaptados a la televisión, como SAS: Rogue Heroes y A Spy Among Friends. Es además columnista y editor asociado del periódico The Times.

## Biografía
Macintyre es hijo de Angus Donald Macintyre y Joanna. Su padre fue profesor de Historia Moderna en el Magdalen College de Oxford hasta 1963, cuando murió en un accidente automovilístico. Se crio parcialmente en un lugar remoto de Escocia, sin televisión, electricidad o calefacción, pero lleno de libros que, según afirma el propio Macintyre, no quería leer hasta que el clima y el aburrimiento lo animaron a hacerlo.
Macintyre asistió a la Escuela de Abingdon y posteriormente estudió historia en St John’s College, Cambridge, donde se graduó en 1985. Macintyre ha afirmado que, antes de graduarse, un maestro lo invitó a entrevistarse con alguien del Ministerio de Relaciones Exteriores (Foreign Office) para trabajar para el MI6, aunque pronto se dieron cuenta de que no tenía el carácter necesario para ser un espía por ser incapaz de mantener secretos.
Macintyre fue por un tiempo jefe de la oficina del periódico The Times en Nueva York, París y Washington hasta que regresó al Reino Unido en 2001. Desde 1996 escribe una columna semanal en el mismo periódico.
Estuvo casado con la escritora y directora Kate Muir, con quien tiene tres hijos.
Se interesó por la historia de Elisabeth Förster-Nietzsche, hermana de Friedrich Nietzsche, tras leer el libro de este La voluntad de poder (Will to Power). La investigación que hizo sobre la colonia Nueva Germania que fundó Elisabeth en Paraguay, donde planeaba crear un asentamiento ario «puro», y su posterior regreso a Europa derivó en el primer libro de Macintyre, Forgotten Fatherland: The Search for Elisabeth Nietzsche, publicado en 1992.Su siguiente libro fue The Napoleon of Crime: The Life and Times of Adam Worth, the Real Moriarty, sobre el criminal Adam Worth, de quien se dice que fue la inspiración de Arthur Conan Doyle para su personaje James Moriarty.
Ha escrito varios libros sobre espías. Afirma que su interés por el espionaje comenzó cuando fue entrevistado por el MI6 para potencialmente ser reclutado como espía. Opina que los espías son un excelente tema para escribir porque «ocupan el territorio que normalmente es usado por novelistas: lealtad, amor, engaño, traición, romance, aventura».El agente Zigzag (Agent Zigzag: A True Story of Nazi Espionage, Love, and Betrayal) de 2007 narra la vida de Eddie Chapman, un criminal inglés convertido en espía para el régimen nazi, que después se volvió doble agente para el MI5 de Inglaterra.A este libro lo siguió El hombre que nunca existió (Operation Mincemeat: The True Spy Story that Changed the Course of World War II), sobre el trabajo que hizo un grupo de agentes ingleses para hacer pensar al ejército nazi que los aliados invadirían Grecia en vez de Sicilia en 1943.
Macintyre ha escrito además las biografías de algunos espías: Un espía entre amigos (A Spy Among Friends: Kim Philby and the Great Betrayal), publicada en 2014, es una biografía sobre Kim Philby, un agente de inteligencia británico que también trabajaba para los soviéticos; Agente Sonya (Agent Sonya: Lover, Mother, Soldier, Spy) narra la vida de Ursula Kuczynski (nombre código Sonya), una importante espía para la Unión Soviética que transmitía, desde su casa en Oxfordshire, información necesaria para mantener a esta en la carrera armamentística nuclear. En Espía y traidor (The Spy and the Traitor: The Greatest Espionage Story of the Cold War), Macintyre narra la historia de Oleg Gordievski, un miembro importante de la KGB que desertó y escapó a Gran Bretaña.
La mayor influencia de Macintyre es Truman Capote, cuyo estilo ha tratado de imitar desde que leyó A sangre fría (In Cold Blood) en su juventud.

## Obras
La siguiente es la lista de libros publicados por Macintyre hasta la fecha.Varios de ellos se han traducido al español, todos publicados por Editorial Crítica:
- Los prisioneros de Colditz (Colditz: Prisoners of the Castle, 2022) (2023)
- Espía y traidor (The Spy and the Traitor: The Greatest Espionage Story of the Cold War, 2018) (2023)
- Agente Sonya (Agent Sonya: Lover, Mother, Soldier, Spy, 2020) (2021)
- Los hombres del SAS (Rogue Heroes: The History of the SAS, Britain’s Secret Special Forces Unit That Sabotaged the Nazis and Changed the Nature of War, 2017) (2018)
- Un espía entre amigos (A Spy Among Friends: Kim Philby and the Great Betrayal, 2014) (2015)
- El hombre que nunca existió (Operation Mincemeat: The True Spy Story that Changed the Course of World War II, 2010) (2014)
- El agente Zigzag (Agent Zigzag: A True Story of Nazi Espionage, Love, and Betrayal, 2007) (2013)
- La historia secreta del Día D (Double Cross: The True Story of the D-Day Spies, 2012) (2013)
- The Last Word: Tales from the Tip of the Mother Tongue. London: Bloomsbury Publishing (2009)
- For Your Eyes Only: Ian Fleming and James Bond. London: Bloomsbury Publishing (2008)
- Josiah the Great: The True Story of The Man Who Would Be King. New York: Farrar, Straus and Giroux (2004)
- A Foreign Field. HarperCollins (2001). Publicado en Estados Unidos como The Englishman's Daughter: A True Story of Love and Betrayal in World War One por Farrar, Straus and Giroux (2002)
- The Napoleon of Crime: The Life and Times of Adam Worth, the Real Moriarty. New York: Farrar, Straus and Giroux (1997)
- Forgotten Fatherland: The Search for Elisabeth Nietzsche. New York (1992)

## Adaptaciones y documentales
Debido a la popularidad de sus libros, muchos de ellos han sido adaptados al cine y la televisión casi inmediatamente después de ser publicados. Cinco de sus libros han sido la base para documentales hechos por la BBC:
- Operation Mincemeat (2010),
- Double Agent: The Eddie Chapman Story (2011),
- Double Cross – The True Story of the D Day Spies (2012)
- Kim Philby – His Most Intimate Betrayal (2014)[18]
- SAS: Rogue Warriors (2017).[19]

La película Operación Mincemeat (Operation Mincemeat) está basada en el libro El hombre que nunca existió. Está protagonizada por Colin Firth y Matthew Macfadyen; fue lanzada por Warner Bros. y distribuida por Netflix en el continente americano en 2022.
El libro Los hombres del SAS (Rogue Heroes) fue adaptado a miniserie en 2022 bajo el título SAS: Rogue Heroes por Steven Knight para la BBC y estrenado a finales de 2022.
A Spy Among Friends, una miniserie de seis episodios basada en el libro Un espía entre amigos, fue estrenada en ITVX también a finales de 2022, adaptada por Alex Cary y protagonizada por Damian Lewis y Guy Pearce.